# Frances Thompson
Frances Thompson fue una mujer transgénero negra ex esclava y activista contra la violación que fue una de las cinco mujeres negras que testificaron ante un comité del Congreso que investigó los disturbios de Memphis de 1866. Se cree que es la primera mujer transgénero en testificar ante el Congreso de los Estados Unidos. Thompson y una compañera de casa, Lucy Smith, fueron atacadas por una turba blanca y estuvieron entre muchas mujeres liberadas que fueron violadas durante los disturbios. En 1876, Thompson fue arrestada por "ser un hombre vestido con ropa de mujer".

## Primeros años
Thompson nació esclava en Alabama y se le asignó el sexo masculino al nacer. Cuando tenía 26 años, Thompson vivía como una mujer libre en una comunidad negra en Memphis, Tennessee. Se ganaba la vida lavando ropa y vivía abiertamente como mujer, manteniendo su cara bien afeitada y usando vestidos de colores brillantes.

## Masacre de Memphis de 1866
Los disturbios de Memphis de 1866 comenzaron después de que un grupo de soldados, mujeres y niños negros comenzaran a reunirse en un espacio público en el sur de Memphis. Después de que la policía intentó disolver el grupo y detuvo a dos soldados, se produjeron disparos que posteriormente provocaron disturbios. Durante tres días, una turba blanca atacó comunidades de residentes negros, provocando incendios, matando a personas negras y violando a mujeres negras.
Durante estos ataques, la casa de Thompson y Smith fue atacada por hombres blancos que cuestionaron su afiliación con los soldados de la Unión. Thompson testificaría más tarde ante el comité del Congreso que los hombres exigieron que ellos (Thompson y Smith) les prepararan comida, y ellas obedecieron. Después de eso, los hombres exigieron una "mujer con quien acostarse", a lo que Thompson se negó; luego los hombres violaron en grupo a Thompson y a Smith y las robaron. El grupo de hombres blancos que atacó a las mujeres incluía a dos agentes de policía.

### Testimonio ante el Congreso
Thompson, junto con 170 mujeres y hombres, testificó ante el Congreso de los Estados Unidos durante una audiencia del comité para documentar el terror, la muerte, la violación, los incendios provocados y los robos que experimentaron durante los disturbios. En el testimonio, Thompson declaró que ella y su compañera de casa, Smith, no dieron su consentimiento.
Después de la audiencia, el testimonio de Thompson se hizo conocido en todo el Sur, lo que dio lugar a diez años de concientización y persecución por su identidad de género. Tuvo que hacer frente tanto al acoso como a acusaciones falsas, incluida la afirmación de que dirigía un burdel.

## Arresto en 1876
En julio de 1876, Thompson fue multada con 50 dólares (unos 1341 dólares en 2021) y encarcelada por "travestismo". Fue obligada a someterse a numerosos exámenes médicos en los que cuatro médicos "confirmaron" que su "sexo biológico" era masculino. Ella se identificó como mujer. Los demócratas del sur utilizaron su arresto como "un hombre vestido con ropa de mujer" como munición para desacreditar su historia de haber sido violada durante los disturbios 10 años antes. Esto alimentó una campaña aún más grande para refutar el terror racial blanco contra los negros en el sur. El descubrimiento de la identidad de Thompson también se utilizó para desacreditar las denuncias de otras mujeres negras sobre violaciones por parte de hombres blancos, y sugirió que todo el informe del Congreso en el que Thompson había testificado era sólo propaganda fabricada en apoyo de la Reconstrucción.

### Muerte
Después de ser arrestada por "travestismo", fue sentenciada a trabajar en la cuadrilla de la ciudad, donde fue obligada a usar ropa de hombre y sufrió abusos mientras cumplía condena. Thompson se mudó al norte de Memphis después de ser liberada, pero murió el mismo año de su arresto inicial. La encontraron gravemente enferma y la trasladaron a un hospital donde murió de disentería. Los informes forenses dicen que Thompson era anatómicamente masculina, pero los informes de los periódicos afirmaron que algunos en Memphis habían entendido que ella era intersexual y que ella había declarado que era "de doble sexo".

## Relevancia histórica e impacto
La historia de Thompson es un ejemplo de una mujer negra que recupera su cuerpo después de las injusticias de la esclavitud, cuando las personas esclavizadas no tenían derecho a sus propios cuerpos. Además, buscó justicia ante el Congreso de Estados Unidos en un momento en el que las mujeres negras libres no solían tener acceso a apoyo legal, en particular contra las agresiones de los hombres blancos.